# Urban I.
Urban I., papa od 222. do 230.

## Životopis
Vjeruje se da je podrijetlom iz Rima i da je živio i radio u doba cara Aleksandra Severa, kada je doživio veliki val protu-kršćanskih progona, a zatim mirno razdoblje pod istim vladarom. Careva naklonost prema kršćanima išla je do te mjere da je u svojoj palači držao kipove Abrahama i Krista, uz istovremeno poštovanje i poganskih kipova. Ove podatke daje talijanski povjesničar Orsio. Obratio je na kršćanstvo i Valerijana, kasnije supruga sv. Cecilije. 
Naklonost dvora Urban je iskoristio za jačanje i organizacijsku povezanost u samoj crkvi. Dugo se vjerovalo da je umro mučeničkom smrću, no novija povijesna istraživaja govore da je umro prirodnom smrću. Umro je 23. svibnja, a pokopan 25. svibnja, kada se slavi njegov blagdan. Svetac je i zaštitnik protiv gromova. Zna se da je dio njegovih moći papa Nikola I. 862. godine poklonio franačkom caru Karlu Ćelavom koji ih je sahranio u kapeli u Auxerreu.
Zaštitnik je vinogradara i vinara. Urbanovo je vinski festival u Međimurju s tradicijom održavanja 25. svibnja na njegov spomendan.